# Paddy Browne
Paddy Browne (* 1. April 1965) ist ein ehemaliger irischer Snookerspieler, der nach dem Gewinn der irischen Snooker-Meisterschaft im Jahr 1982 zwischen 1983 und 1997 für vierzehn Jahre Profispieler war. In dieser Zeit erreichte er Rang 43 der Weltrangliste und gewann 1988 mit dem zweiten Event der Turnierserie WPBSA Non-Ranking ein professionelles Turnier.

## Karriere
Browne kommt aus Dublin und arbeitete in seiner Jugend als Laufbursche für eine Druckerei. Im Alter von 13 Jahren begann er, in einem neben seiner Arbeitsstelle gelegenen Snookerclub mit dem Snookerspiel. Ihm wurde kurz darauf angesichts seines Talents kostenloses Training und freien Eintritt zu verschiedenen Juniorenturnieren angeboten, wovon Brownes Fähigkeiten deutlich profitierten. Bereits 1979 spielte er in der ersten Klasse des Dubliner Ligasystems in einem Team mit Eugene Hughes. Im selben Jahr gewann er die irische U16-Meisterschaft und wurde kurze Zeit später zum BBC-Format Junior Pot Black eingeladen. 1980 siegte er bei der irischen U19-Meisterschaft, nahm an der Home International Championship teil und bekam auf Empfehlung seines Mentors Finbarr Ruane mit Brendan O’Carroll einen Manager. 1982 erreichte er das Halbfinale der britischen U19-Meisterschaft und dort verlor gegen John Parrott, bevor er gegen Dick Brennan die irische Snooker-Meisterschaft gewann und später bei der All-Ireland Amateur Championship den nordirischen Meister Sammy Pavis besiegte. Noch im selben Jahr nahm er an der Amateur-Weltmeisterschaft und überstand mit nur einer Niederlage gegen Gary Kwok die Gruppenphase, verlor aber anschließend im Viertelfinale direkt gegen Joe Grech. 1983 erreichte er nochmals das Viertelfinale der britischen U19-Meisterschaft, bevor er wenig später Profispieler wurde. Dafür zog er in die Gegend um Manchester und freundete sich dort mit dem ebenfalls aus Irland kommenden Tony Kearney an.

### Erste Profijahre und Erfolgsjahre
Brownes erste Profisaison, die Spielzeit Saison 1983/84, war geprägt von Niederlagen; bis kurz vor Saisonende gewann er lediglich zwei Spiele gegen David Greaves und zog dadurch in die Runde der letzten 64 des Classics ein. Zum Saisonende konnte Browne jedoch bei der Snookerweltmeisterschaft zwei Spiele für sich entscheiden, bevor er in der finalen Qualifikationsrunde Eddie Sinclair unterlag. Trotzdem schaffte er es nicht, sich auf der Snookerweltrangliste zu platzieren. Dies gelang ihm erst, als die nächste Saison deutlich erfolgreicher für ihn verlief und er unter anderem die Runde der letzten 32 des Classics erreichte. Infolgedessen wurde er auf Rang 61 geführt.
Trotz einiger Auftaktniederlagen konnte Browne diese Form in der Saison 1985/86 beibehalten, als er sowohl beim Classic als auch bei den British Open die Runde der letzten 32 erreichte. Nachdem er in der folgenden Saison neben dem Halbfinale beim Non-ranking-Turnier Irish Professional Championship und der Runde der letzten 64 der UK Championship das Achtelfinale des Grand Prix erreicht hatte, verbesserte sich Browne auf Rang 43 der Weltrangliste, den er nie mehr überbieten konnte. Doch in der anschließenden Saison gewann er nicht allzu viele Spiele; er erreichte neben dem Halbfinale der Irish Professional Championship lediglich die Runde der letzten 32 der British Open. Dies führte auf der Weltrangliste zu einer Verschlechterung auf Rang 54.
Ganz anders verlief die Saison 1988/89: Vor allem in der zweiten Saisonhälfte erreichte Browne zumeist die Hauptrunde eines Turnieres; selbst bei der Snookerweltmeisterschaft erreichte er mit Siegen über Steve Meakin und Murdo MacLeod und einem White-wash über Steve Longworth die Hauptrunde, verlor aber sofort gegen Willie Thorne. Sein bestes Ergebnis bei einem Ranglistenturnier war jedoch die Viertelfinalteilnahme beim Classic; eine Runde, in der auch beim dritten Event der Turnierserie WPBSA Non-Ranking ausschied. Während er bei der Irish Professional Championship erneut im Halbfinale ausschied, erreichte er beim zweiten Event derselben Turnierserie das Finale und gewann dort mit 5:1 gegen Peter Francisco den einzigen Titel seiner Profikarriere. Auf der Weltrangliste war er infolge der Saison auf Rang 44 geführt.

### Langsamer WRL-Abstieg und letzte Profijahre
In der Saison 1989/90 verschlechterte sich Brownes Form jedoch wieder. Er erreichte zwar mehrere Hauptrunden, kam jedoch nie über eine Runde der letzten 32 heraus. Auf der Weltrangliste verschlechterte er sich wieder auf Rang 53. In der folgenden Saison kam er bei Ranglistenturnieren nicht einmal über die Runde der letzten 64 hinaus, doch bei Turnieren ohne Weltranglisteneinfluss lief es etwas besser. So schied er beim International One Frame Shoot-out erst in der Runde der letzten 32 und bei der Benson and Hedges Satellite Championship erst im Achtelfinale aus. Durch sein Abschneiden bei den Ranglistenturnieren verschlechterte er sich auf der Weltrangliste jedoch bis auf Rang 83.
Die folgenden Saisons verliefen jedoch nochmals schlechter; häufig gewann er nur ein, zwei Spiele, bevor er noch in der Qualifikation ausschied. Erreichte er noch in der Saison 1991/92 die Runde der letzten 64 der UK Championship, die Runde der letzten 32 der Benson and Hedges Satellite Championship und das Viertelfinale der Irish Professional Championship, war in der nächsten Saison neben der Achtelfinalteilnahme bei der Irish Professional Championship die Teilnahme an der Runde der letzten 96 der European Open sein bestes Ergebnis. In den nächsten beiden Saisons kam er schließlich nie über die Runde der letzten 128 hinweg. Anschließend bestritt er keine weiteren Profispiele mehr, da er schwere Schmerzen in den Beinen hatte, diese aber wegen der Drogenpolitik des Weltverbandes nicht mit Medikamenten behandeln konnte, und beendete zum Ende der Snooker-Saison 1996/97 – abgestürzt auf Rang 396 – seine Profikarriere.
Die Schmerzen im Bein waren verschuldet durch eine Osteoporose, durch die er operiert werden musste und ihm Hüftimplantate eingesetzt wurden. Später wurde er auch an der Schulter operiert. Ende der 1980er-Jahre lernte er seine spätere Frau kennen und bekam mit ihr drei Kinder. Später wurde der in Salford lebende Browne auch Großvater und arbeitete als Manager eines lokalen Snookerclubs.

## Spielweise
Browne hatte in den Augen von Fin Ruane, dem Sohn seines früheren Trainers Finbarr Ruane, „das Talent, das Aussehen und die Persönlichkeit“, um ein erfolgreicher Snookerspieler zu werden. Zuerst litt jedoch Browne unter Heimweh, trainierte dann aber Ende der 1980er sehr intensiv, bis er sich mit Alex Higgins anfreundete und mit diesem anstatt am Trainingstisch häufig im Pub stand. Infolgedessen und infolge seiner Schmerzen verschlechterte sich seine Form zusehends.

## Erfolge
| Ausgang         | Jahr   | Turnier                          | Finalgegner     | Ergebnis |
| --------------- | ------ | -------------------------------- | --------------- | -------- |
| Amateurturniere |        |                                  |                 |          |
| Sieger          | 1982   | Irische Snooker-Meisterschaft    | Dick Brennan    | 8:4      |
| Sieger          | 1982   | All-Ireland Amateur Championship | Sammy Pavis     | 5:1      |
| Profiturniere   |        |                                  |                 |          |
| Sieger          | 1988/2 | WPBSA Non-Ranking                | Peter Francisco | 5:1      |